# Кириц
Кириц (њем. Kyritz) град је у њемачкој савезној држави Бранденбург. Једно је од 23 општинска средишта округа Остпригниц-Рупин. Према процјени из 2010. у граду је живјело 9.793 становника. Посједује регионалну шифру (AGS) 12068264.

## Географски и демографски подаци
Кириц се налази у савезној држави Бранденбург у округу Остпригниц-Рупин. Град се налази на надморској висини од 42 метра. Површина општине износи 156,1 km². У самом граду је, према процјени из 2010. године, живјело 9.793 становника. Просјечна густина становништва износи 63 становника/km².

## Међународна сарадња
| Мјесто         | Држава               | Врста сарадње | Од    |
| -------------- | -------------------- | ------------- | ----- |
|                | Шведска              | партнерство   | 2004. |
|                | Пољска               | партнерство   | 2006. |
| Лидам Сент Енс | Уједињено Краљевство | контакт       | 2000. |
|                | Француска            | контакт       | 2000. |
| Извор          |                      |               |       |